# 卡伊尤馬省

卡伊尤馬省（西班牙語：Provincia de Caylloma），是秘魯的省份，位於該國南部阿雷基帕大區，首府是奇瓦伊，始建於1834年8月13日，面積14,019平方公里，2005年人口72,214，人口密度每平方公里5.2人。
15°38′12″S 71°36′08″W / 15.63667°S 71.60222°W